# 경제윤리
경제윤리(Economic ethics)는 경제학과 윤리학의 결합으로, 경제적 현상을 예측하고 분석하고 모델링하는 원리로부터 생긴 가치 판단들을 한데 합쳐놓은 것이다. 경제 시스템의 이론적인 윤리적 요건과 토대를 아우른다. 이러한 특정한 개념은 그리스의 철학자 아리스토텔레스로 거슬러 올라가며 여기서 니코마코스 윤리학은 객관적인 경제적 원리와 공평성의 고려 사이의 관련성을 설명한다.

## 같이 보기
- 규범 경제학
- 정치경제학
- 윤리적 소비주의
- 경제철학